# Aseptis geminimacula
Aseptis geminimacula är en fjärilsart som beskrevs av Dyar 1904. Aseptis geminimacula ingår i släktet Aseptis och familjen nattflyn. Inga underarter finns listade i Catalogue of Life.